# Lencloître
Lencloître ist eine französische Gemeinde mit 2490 Einwohnern (Stand 1. Januar 2022) im Département Vienne in der Region Nouvelle-Aquitaine; sie gehört zum Arrondissement Châtellerault und zum Kanton Châtellerault-1.

## Geographie
Die Gemeinde liegt rund 30 Kilometer nördlich von Poitiers. Nachbargemeinden sind Saint-Genest-d’Ambière im Norden und Osten, Ouzilly im Südosten, Thurageau im Süden und Westen sowie Doussay im Nordwesten.
Das Gemeindegebiet wird vom Fluss Envigne mit seinen Zuflüssen Cursay und Sautard zur Vienne entwässert.

## Gemeindepartnerschaften
- Otzberg, Deutschland

## Sehenswürdigkeiten
Siehe: Liste der Monuments historiques in Lencloître